# Lazaro Mora
Lazaro Mora Acan (30 settembre 1954) è un ex schermidore cubano.

## Biografia
Ha partecipato ai Giochi della XXI Olimpiade di Montréal nel 1976.

## Palmarès
In carriera ha conseguito i seguenti risultati:
- Giochi Panamericani:

Città del Messico 1975: oro nella sciabola a squadre.